# Mello (Włochy)
Mello – miejscowość i gmina we Włoszech, w regionie Lombardia, w prowincji Sondrio.
Według danych na rok 2004 gminę zamieszkiwało 985 osób, 89,5 os./km².